# Søren Dulong Andreasen
Søren Dulong Andreasen er en dansk sejlsportsmand, der sejler bådtypen Contender og har opnået stærke international resultater. Han er medlem af Hellerup Sejlklub
Har følgende resultater ved internationale sejlsportsmesterskaber
- 1 plads Verdensmesterskabet i Contender 2013 (Comosøen, Italien) [1]
- 1 plads Verdensmesterskabet i Contender 2023, Kerteminde, Danmark
- 1 plads Europamesterskabet i Contender 2018, arco, gardasøen
- 1 plads Europamesterskabet i Contender 2014 (Kühlungsborn, Tyskland) [2]
- 3 plads verdensmesterskabet i Contender 2019 Quiberon, Frankrig
- 3 plads verdensmesterskabet i Contender 2011 (Weymouth, England)
- 3 plads verdensmesterskabet i Contender 2012 (St. Petersborg, Florida, USA)

13 klassemesterskaber (uofficielt DM)  
5 Danmarks mesterskaber  